# Trias stocksii
Trias stocksii är en orkidéart som beskrevs av George Bentham och Joseph Dalton Hooker. Trias stocksii ingår i släktet Trias och familjen orkidéer. Inga underarter finns listade i Catalogue of Life.